# Rivière Duncan (rivière le Renne)
Pour les articles homonymes, voir Duncan et Rivière Duncan.
La rivière Duncan est un affluent de la rivière le Renne, qui coule dans les municipalités de Wickham et Saint-Germain-de-Grantham dans la MRC de Drummond et les municipalités de Saint-Nazaire-d'Acton, Saint-Théodore-d'Acton et de Upton, dans la municipalité régionale de comté (MRC) de Acton en Montérégie, sur la Rive sud du fleuve Saint-Laurent, au Québec, Canada.

## Géographie
Les principaux bassins versants voisins de la rivière Duncan sont :
- côté nord : rivière aux Vaches ;
- côté est : rivière Saint-Germain ;
- côté sud : rivière le Renne ;
- côté ouest : rivière David, rivière Yamaska.

La rivière Duncan débute à la décharge d'un étang dans le sud-ouest de Wickham.
À partir de sa tête, elle coule entièrement en zone agricole sur environ 18 km d'abord vers le nord-ouest puis vers le sud-ouest jusqu'à sa confluence rive droite avec rivière le Renne à Upton. L'embouchure de la rivière Duncan se situe au nord-est du village de Upton, au nord de la route 116.

## Toponymie
Ce cours d'eau était jadis désigné « rivière Saint-Nazaire ».
Le toponyme « Rivière Duncan » a été officiellement inscrit le 9 juillet 1980 à la Commission de toponymie du Québec.